# Zekî Şengalî
Zekî Şengalî (oder auch Mam Zekî, * 28. Januar 1952 in Şasim, Batman, Türkei; † 15. August 2018 in Sindschar, Irak) war ein jesidisches hochrangiges Mitglied der kurdischen PKK. Er wurde auch „Mam Zekî“ (Onkel Zekî) genannt.

## Persönliches
Zekî Şengalî, mit richtigem Namen İsmail Özden, wurde als jüngstes von acht Kindern im von jesidischen Kurden bewohnten Dorf Şasim (türkisch: Oğuz) im Bezirk Batman geboren. Er besuchte bis zum 12. Lebensjahr die Schule. Im Jahre 1969 heiratete er und verließ die Türkei aufgrund der Repressionen des türkischen Staates gegenüber den religiös verfolgten jesidischen Kurden noch im selben Jahr Richtung Deutschland und baute sich in Celle ein neues Leben auf und hatte sieben Kinder.

## Erster Kontakt zur PKK
Auf einem PKK-Parteikongress in Essen 1979 hatte Zekî Şengalî zum ersten Mal Kontakt zur PKK. Im selben Jahr trat er der Partei ein. Mitte der 80er Jahre war er Chefredakteur der PKK-Zeitschrift Serxwebûn. Zu dieser Zeit legte er sich den Decknamen „Zekî“ zu.

## Inhaftierung in Deutschland
Aufgrund seiner Aktivitäten wurde er 1992–1994 sowie 1996–1998 in Deutschland inhaftiert.

## Rolle innerhalb der PKK
Zekî Şengalî war ein ranghohes Mitglied der PKK. 1999, nach der Inhaftierung des Parteivorsitzenden Abdullah Öcalan, hielt er sich in den nordirakischen Kandilbergen auf. Zwischen 2002 und 2004 hielt er sich in Sindschar auf und legte sich in Anlehnung seiner jesidischen Herkunft den Decknamen „Zekî Şengalî“ zu. 2006 wurde er als Exekutivratmitglied der KCK bestätigt.

### Angriff des Islamischen Staates auf Sindschar 2014
Am 3. August 2014 überfiel der Islamische Staat die von Jesiden bewohnten Gebiete in Sindschar. Die kurdischen Peshmerga zogen sich widerstandslos zurück und überließen die Region dem Islamischen Staat. Frauen wurden massenhaft vergewaltigt, Männer mussten zum Islam konvertieren oder wurden getötet. Die PKK unter Führung von Zekî Şengalî erkämpfte sich mithilfe der syrisch-kurdischen YPG einen Sicherheitskorridor ins angrenzende Rojava und konnte so 30.000 Menschen in Schutz bringen.
Zekî Şengalî trieb daraufhin den Aufbau der YBŞ (Yekîneyên Berxwedana Şengal – deutsch: Widerstandseinheiten Şengal) an. Der türkische Präsident Recep Tayyip Erdoğan bezeichnete Sindschar als „zweites Kandil“ und drohte mit einer Militäroffensive.
Unter der Führung von Zekî Şengalî rief die PKK Sindschar am 13. November 2015 als befreit aus. Es wurde eine Spezialeinheit aus Einheiten der PKK und YBŞ zusammengestellt, die vom Islamischen Staat versklavte Frauen befreit –  auch mit Waffengewalt.

### Tod
Am 15. August 2018 wurde Zekî Şengalî Ziel eines türkischen Luftangriffes in Sindschar. Er nahm unmittelbar zuvor an einer Gedenkveranstaltung zum 4. Jahrestag des Kodscho-Massakers teil und befand sich auf dem Rückweg. PKK-Oberkommandeur Murat Karayilan bezeichnete den gezielten Angriff wie folgt: „Der Angriff auf Mam Zekî, Symbol des ezidischen Volkes und Pionier der kurdischen Freiheitsbewegung ist ohne Zweifel eine Fortsetzung des Genozids, den der ‚Islamische Staat‘ vor vier Jahren in Şengal verübte. Unbewaffnete Zivilisten auf solche Weise anzugreifen, ist der größte Terror“.
Die PKK kündigte auf der parteinahen Internetpräsenz ANF Rache an: „Mögen die rassenfanatischen Mörder noch so beglückt sein und in Hysterie verfallen, weil sie solch einen Verfechter der Freiheit ermordet haben. Ihre Freude wird nicht von Dauer sein. Die Frauen, die Jugend und das gesamte Volk Kurdistans, insbesondere die Ezid*innen, werden den Faschismus der AKP-MHP im Grab der Geschichte versenken, so wie sie es bereits mit dem Faschismus des IS taten. Die Schüler*innen von Mam Zekî werden die Mörder zur Rechenschaft ziehen.“
Weltweit wurde protestiert. Zekî Şengalî wird in der jesidischen Gesellschaft als Held verehrt. Tausende nahmen an der Beerdigung im Dorf Xane Sor bei Sindschar teil. Im niedersächsischen Celle nahmen tausende Menschen an einer Trauerveranstaltung teil.